# Vojislav Jovović
Vojislav Jovović, črnogorski general, * 15. marec 1915, † ?.

## Življenjepis
Leta 1941 je vstopil v NOVJ in naslednje leto v KPJ. Med vojno je bil poveljnik več enot.
Po vojni je deloval na področju vojaške tehnike in industrije.